# Calonistes antennalis
Calonistes antennalis är en skalbaggsart som beskrevs av Pierre Lesne 1936. Calonistes antennalis ingår i släktet Calonistes och familjen kapuschongbaggar. Inga underarter finns listade i Catalogue of Life.